# (5512) 1988 VD7
Az (5512) 1988 VD7 a Naprendszer kisbolygóövében található aszteroida. Hioki és Kawasato fedezte fel 1988. november 10-én.